# برج داماك (عمان)

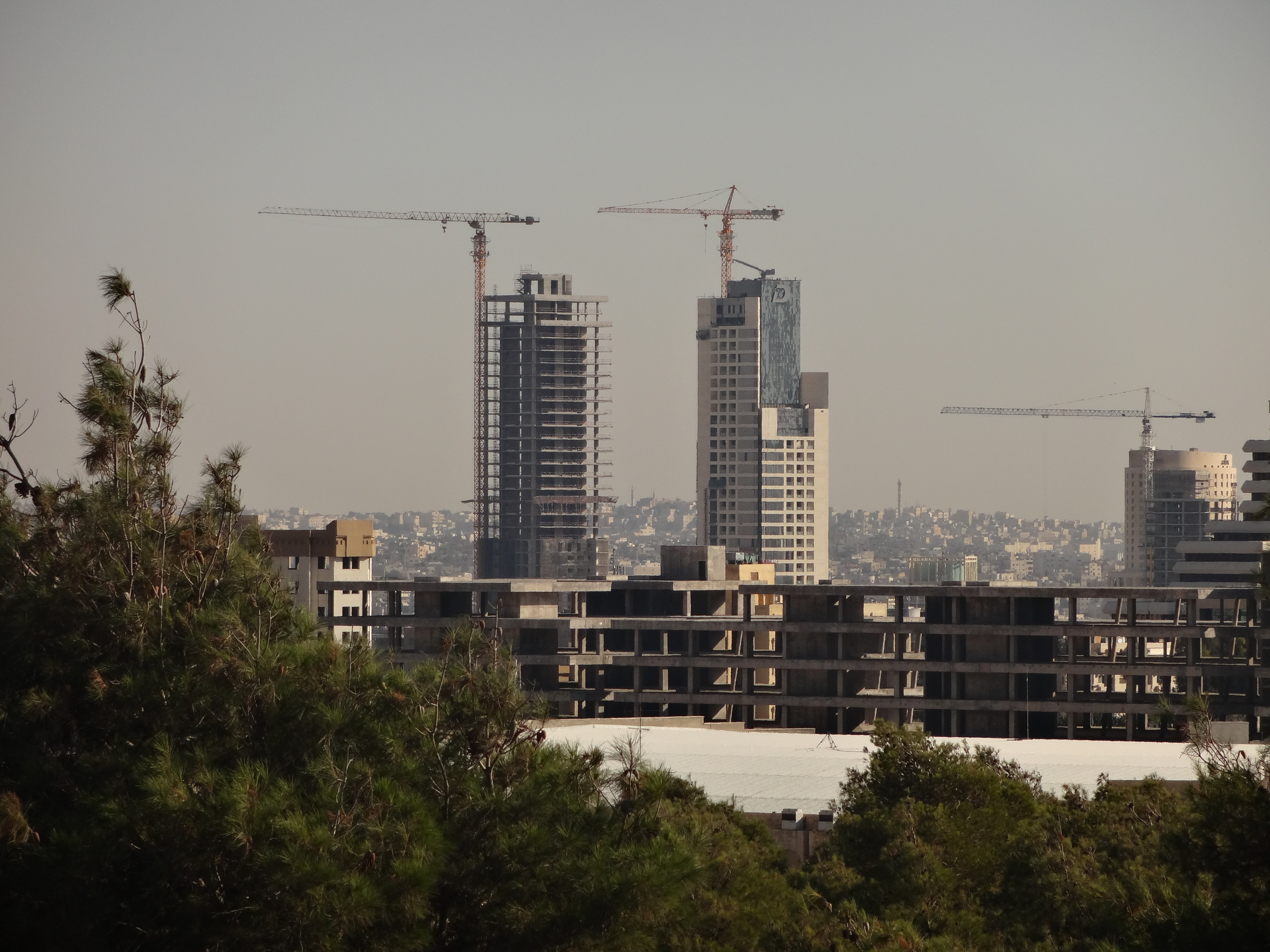
برج داماك ومركز العبدلي الطبي قيد الإنشاء في عام 2014

برج داماك DAMAC Tower هو برج سكني راقي بلغ ارتفاعه عند الانتهاء من البناء 125 متر،  ويقع في منطقة العبدلي في عمان، الأردن. وهو جزء من مشروع العبدلي الجديد. يتميز البرج بشقق فاخرة ومطاعم وصالة ألعاب رياضية وسبا ومنصة حمام سباحة.